# 福利多元主义
福利多元主义理论强调福利的提供方不仅仅是政府，也绝非单纯依靠市场，而是由政府、市场以及社会的各个部分共同提供多元的福利组合。在其发展过程中，福利提供的主要划分方式有三分法与四分法。二战后，早期福利国家的衰败以及学界对福利国家模式的批判，使得福利国家逐渐向福利社会过度，并由此演化出了替代理论、互补理论以及福利多元主义理论。福利多元主义的贡献主要是突破了政府与市场的对立，同时使第三方组织与民间社会更多地发挥提供福利的作用。对福利多元主义的批判主要有质疑政府本身责任的逃避以及可操作性与现实性问题。而在中国，福利多元主义有较为良好社会基础，却面临着诸多的现实困境。

## 从福利国家到福利社会

### 福利国家时期

#### 福利国家的建立
二战结束之后，英国经济学家威廉·贝弗里奇撰写了设计英国社会保险制度的《贝弗里奇报告》，提出为免于妨碍个人激励、寻找机会、承担责任，国家应仅提供最低限度的生活保障，为个人和家庭谋求更好的生活水平保留空间。标志着福利国家的建立。同一时期，T.H.马歇尔在《公民权与社会阶级》中确立了“公民身份”，即市民权利、政治权利和社会权利，同时，“福利国家”的建立是保障公民的社会权利。至此，社会福利便视为一种制度化的公民权利。之后，有着合作主义的文化传统的斯堪的纳维亚半岛国家——瑞典、挪威、芬兰，建立起了“模范性”的福利国家。其相对扁平的社会结构和崇尚人人平等的社会理念为福利国家的建设打下了良好的基础。

#### 福利国家的概念
对于福利国家的概念，安德森仅从工作的选择权来看，认为其基本定义是公民在必要时可以自由地选择不工作，而无须担心会失去工作、收入或一般福利。拉米希·米什拉则从政府责任的方面定义，认为福利国家是指政府维持国民最低标准的责任的制度化，这也意味着三种类型的承诺与制度：充分就业政策、满足基本需求的普遍公益以及各种防止和解除贫困的措施。而哈里·格维茨则从责任与制度的方向，认为福利国家是正式的和明确的责任的制度表现。
因此，在福利国家诞生的早期，福利被认为是由政府提供、公民有权利享有的一种制度性措施。在这种福利观之下，人们对于自身生活质量下降的担忧减少，社会更加稳定有序，从而巩固了资本主义制度。也正是在这个阶段，资本主义的发展进入了黄金时期，蓬勃发展的经济支撑了国家不断扩张的福利支出，而福利制度的建设也为公民带去了对于国家的信心。

### 福利社会时期

#### 福利国家的批判与危机
但福利国家的建设也招来了持不同观点的学者的批判。以哈耶克、弗里德曼、熊彼得为代表的新右派学者，秉持市场导向的社会治理观念，认为应该限制政府的干预，让市场发挥更大作用。哈耶克在《通往奴役之路》中写道：“如果人们在过于绝对的意义上理解保障的话，普遍追求保障，不但不能增加自由的机会，反而构成了对自由的最严重的威胁。”因此从自由主义的角度来说，政府在各个方面都提供福利的行为势必会导致政府规模不加限制的扩张，从而威胁到人们真正的自由。
而左派的新马克思主义学者，如高夫、欧菲，则认为，福利国家是资本主义制度合法化的工具，其功能是帮助资本积累、劳动力再生产以及维持政治安定。如欧菲所认为的“矛盾在于资本主义不能与福利国家并存, 也不能没有福利国家而自存。”在左派看来，福利国家的建设正是资本主义合法剥削的一种手段。
还有学者从现实的角度批判福利国家带来的危机。米什拉认为福利国家正面临着四种危机：政治和法律、福利提供和管理、财政和税收、经济危机。这一分析的现实基础是当时众多福利国家，如瑞典，正面临着巨额的公共开支与沉重的税收负担。在石油危机影响下，不少国家出现了高额赤字，无法负担福利费用。
基于严重的现实危机与学界对福利国家现有模式的批判，1981年，“经济合作与发展组织”举办“80年代的社会政策”研讨会，并将与会论文编成“福利国家的危机”的册子，正式开启了对福利国家的声讨。当建设福利国家的理想遇到了现实的危机时，学者们不仅仅停留于批判与反思，还提出了三种主要的理论。

#### 替代理论
替代理论主要由右派学者提出，认为政府提供的服务与第三部门服务存在着相互排斥的关系，一方的增加必然引起另一方的减少。当利他主义责任与社会问题完全由政府来承担时，人们将停止相互关心，非正式社会网络将被削弱，以致那些需要支持的人们只有通过税收这一途径来满足需求。这一理论的代表弗里德曼认为，政府福利活动扩展的主要代价之一便是私人慈善活动的相应下降。但替代理论也招致了一系列的批判。库勒尔与塞利认为，一个强有力的福利国家也有可能允许志愿组织在福利领域中同样扮演重要角色。而其他学者也抱有志愿组织和当地政府能否真正实现相互替代的疑问。而人们之间的相互关心是否会因为政府提供的福利的扩大而减少，也是替代理论尚未证实的问题。

#### 互补理论
与替代理论相反，以韦伯为代表的互补理论提出者认为，科层组织则是实现技术知识效用最大化的重要支撑，因此不能被替代。利特瓦克提出了“匹配原则”，认为不同的组织或团体具有特定的特点，当完成特定任务时，能够发挥其功能的最大效用，因此政府和非政府组织不能完全替代对方。赛德尔则认为，政府与第三部门之间所拥有的资源不同，政府享有收入、信息、政治支持，而第三部门组织则有其提供服务的能力和特有的信息与政治支持。周与吉莱斯皮持有相类似的观点，并提出了政府与第三部门之间的动态互补关系。可以看到，互补理论更多地着眼于政府与第三部门组织之间的关系，却忽略了除第三部门之外，市场、家庭与政府在福利提供上有何区别与关联。

#### 福利多元主义的提出
与互补理论和替代理论所不同的是，福利多元主义理论忽略了政府与社会是否能相互替代的争端，认为政府并不是社会福利的唯一提供者，社会福利可以由政府、市场、家庭和民间社会等部门来共同承担，以填补国家福利资源的有限与不足。福利的规则、福利支出的筹资和福利服务的提供应由不同的部门共同完成，也被称为“福利社会”和“混合的福利经济”。福利多元主义的核心主题为分权(Decentralization)和参与(Participation)，分权强调中央政府的权力向地方下放，更多地由地方进行自治，而参与则强调社会、市场的参与，提供福利不再是政府的专职，而是多方参与、共同提供。
对于右派来说，福利多元主义将服务的法定责任进行转移，使社会培育出自助的精神而非过度依赖政府，保障其选择福利的自由不被侵占，同时使被弱化的家庭照顾角色得到回归。而对于左派而言，如皮斯托弗所言，福利多元主义通过福利提供的多元化途径实现社会团结和社会整合。参与型的自愿部门可以更加快速而灵敏地回应人们的需求，市场并不起到完全的支配功能，而是形成了由多元力量介入和参与的多元福利主体。因此，在福利国家饱受质疑的时期，福利多元主义的提出使人们看到了“第三条道路”的可能性，不是把福利国家危机产生的原因看成是抛弃福利国家的信号，而是把它们视为重建福利国家的理由——通过新的福利制度视角，来对福利进行再定义，使福利制度变成合作而非排斥的信号。

## 福利多元主义：起源与发展

### 福利多元主义的起源

#### 社会组织的反思与实践
1978年．英国《沃尔芬德的志愿组织的未来报告》的发表，标志着福利多元主义的诞生。该报告主张把志愿组织也纳入社会福利提供者行列，将福利多元主义运用于英国社会政策的实践。1979年，志愿组织国家委员会在其出版的《变动世界中的格莱斯顿志愿活动》中提出对法定福利效率的质疑，以及提出有效的解决途径将会更多的依赖于志愿行动。1984年，欧洲中心举办的“社会工作培训与研究”会议上，则提出了新生力量进行大规模的社会参与，譬如自助组织、互助组织、自愿组织和社区中有社会工作者介入的正式或非正式助人组织。IMF发布的《我们国家的新动力：新的社会契约 （页面存档备份，存于）》绿皮书则表示，在新的社会契约执行，应当强调公私福利合作、调整国家与福利的关系、实现国家由社会福利的管理者向服务者的过度，同时引入私人要素化解国家的福利垄断，指出调整福利国家的基本任务，是从提供社会保障向促进就业、帮助弱势群体的方向过渡，其核心是重新划定国家、社会、个人的权利和义务。可见，不同组织的介入使得对福利多元化的关注越来越高，也使得多主体参与的福利模式有更多机会得到广泛的认可。

#### 概念的提出与发展
福利多元主义的概念确立于罗斯发表《相同的目标、不同的角色——国家对福利多元组合的贡献》一文。他认为福利是全社会的产物，市场、家庭和国家都要提供福利，放弃市场和家庭，让国家承担完全责任是错误的。罗斯否定了福利国家的先决条件，开启了学界对福利多元主义的探索，随后，福利多元主义的概念被不断地改进、丰富。
安东尼·吉登斯在《第三条道路——社会民主主义的复兴》中提出了“社会投资国家”概念，不再将福利视作为法定义务，而是作为一种社会投资，认为福利开支不再完全由政府提供与分配，而是由政府与社会合作提供，同时重视终身教育，鼓励储蓄，重视人力资源。而吉登斯提出的“积极福利”概念则倡导积极的公民社会与积极的福利政策，认为个人和政府之外的其他机构应当为福利做出贡献。与传统的福利国家理念不同，“积极福利”不再认为的福利是一种法定的公民权利，而是强调“无责任即无权利”，主张福利既是个人的权利也是个人的义务和责任，在福利不断增加的同时，个人的责任和义务也应当不断地增加，公民只有积极主动地参与社会事务、承担社会责任，才有权利享受社会福利。
哈奇与莫克罗夫特将福利划分为四个部分：“社会照顾与健康照顾可由四大不同部门供给——政府部门、志愿部门、商业部门和非正式部门”。因此福利实际上可以从不同的部门获得，或者说，福利多元主义意味着国家主导地位的降低，其不再将国家看作是社会福利集体供给唯一可能的工具。就地方政府而言，意味着政策组织实施中需要调集社会各方的资源而不是只依赖中央政府的强制行动，忽视社会资源。
在福利多元主义概念的演化上，我们可以看到这样一个趋势，即政府在福利提供上的地位降低，责任也相应减弱，福利更多地依靠社会、个人或非政府组织进行多元化的提供。除了福利多元主义的概念的演进，在福利多元主义的理论发展中，福利提供主体的划分方式也发生着改变，主要有三分法与四分法两种方式。

### 三分法的多元福利理论
三分法，或称福利三角理论的主要代表人物是福利多元主义的概念界定者罗斯，他的福利多元组合理论认为，社会总福利是家庭福利、市场福利与国家福利的总和。其中，国家是现今最主要的福利生产者, 但并非唯一的来源。市场也是福利的来源之一，工人通过被雇佣获得福利，家庭与个人通过市场购买福利。而家庭对个人而言提供了基本生活的保障，因此一直以来都是福利的基本提供者。若单独看国家、市场、家庭三个部分，在福利的提供上都各有缺陷，而当他们联合起来，则能够相互补充。
更为正式的福利三角理论发展者是伊瓦斯，他认为应把福利三角分析框架放在文化、经济和政治的背景中, 并将三角中的三方具体化为对应的组织、价值和社会成员关系。伊瓦斯将罗斯的福利多元组合理论认为是家庭、经济和国家共同组成的整体。其中，市场作为正式组织，拥有选择、自主的价值观，其提供的福利反映行动者与市场的关系；国家作为公共组织，持有平等、保障的价值观，提供的福利反映行动者与国家的关系；家庭作为非正式或私人的组合，其价值为团结、共有，其福利反映了行动者与社会的关系。
除了罗斯、伊瓦斯，还有其他学者也用不同的方式将福利分为三个部分。奥尔森在传统的国家和市场二分法的基础上引入民间社会来分析福利国家。阿布瑞汉森则认为社会福利来源于国家、市场和市民社会。杜非则认为国家提供保障，市场提供机会和风险，市民社会提供团结和分离，从而形成了分析社会排斥和社会融合的福利三角模式。

### 四分法的多元福利理论
福利三角理论在原有的市场与国家的基础之上增添了家庭或市民社会这一福利提供的维度，却忽视了社会中非政府组织的作用以及非政府组织提供的福利和家庭提供的福利之间的差别。因此在福利多元主义的发展后期，学者们对福利三角理论进行了改进，形成了四分法的理论。
约翰逊对原有的福利三角进行改进，将福利的部门分为四部分，即国家部门提供的直接和间接福利；商业部门提供的职工福利，向市场提供有营利性质的福利；志愿部门提供的志愿服务；非正规部门提供的非正式福利。其中，国家的作用是有限度的，非正式部门的功能载体为亲属、朋友与邻居，志愿部门则包括睦邻组织、自助或互助团体、压力团体等。
为了改进原有的理论，伊瓦斯构建了福利主体的网络结构图，将福利分为正式、非正式和公共、私人四个维度。正式、公共的福利来源于国家，正式、私人的福利来源于市场，非正式、公共的福利来源于民间社会，而非正式、私人的福利则来源于社区。在这一网络图中，每一主体通过自身的特定位置为个体提供有效福利，若所有主体完成各自的功能，整个结构就能呈现稳固的合作状态。

### 多元理论的再拓展
在发展了四分法的多元福利理论之后，有学者对理论进行了进一步的扩展。皮斯托弗则认为福利混合涉及到不同社会组织和社会结构之间的互动。基本的社会结构包括社区、市场、国家和协会组织，其中每个结构都有自身指导性原则、主要活动主体和资源、基本动机和资金。与这四个社会机构相联系的社会组织是家庭、私人企业、公共机构和志愿组织或非营利组织。这一理论发展将社会组织与社会结构区分开来，更多地聚焦于彼此之间的互动关系，使对社会福利的研究能够更加多元、具体、深入。
吉尔伯特则认为福利多元主义结构有两个层面的含义。一方面，它可被视为由政府、志愿组织、非正式组织和商业组织四部门组成，社会福利透过这四个部门传送到需要帮助的公民手中；另一方面，这四个部门嵌入福利国家市场的公共和私人领域，尽管它们可以单独存在，但仍然与资本主义的经济市场相互重叠。
为了增加福利多元理论的适用性，高夫把福利多元解析为8个要素，增加了国内与国际提供的福利维度，以此适用于不发达国家、发展中国家和转轨国家的社会现实，使得福利多元主义不再仅仅适用于发达国家。这一国际视角的理论改进适应了全球化发展的特点，更加符合当今时代的福利全球化特征。
德诺贝格则提出了福利五边形的观点，认为任何一个家庭或一位居民在一个社会中可以获取社会福利的渠道都不只一个，而是存在着一种多元的渠道，即公权、市场、家庭、社会网络以及会员组织都提供了福利产品的来源。一个家庭和一位居民可以从工作市场获得收入以增进个人福利，也可能从国家的社会福利制度那里获得养老金或是国家社会救济，当然也存在着从家庭、亲友和社会网络那里获得社会福利甚至财政转移支付的可能性，作为协会和社会团体的成员，会员组织也可以为居民和家庭提供广泛的社会服务。这一理论增加了社会网络维度，使得私人福利不仅仅来源于市场或家庭，还有可能来自于非金钱与血缘关系的人群，更加符合社会现实。同时可以看到，对福利多元理论的再拓展主要是提高其适用性，在实际研究当中，后期的理论尽可能地囊括所有类型的社会福利，以达到更加全面的作用。

## 福利多元主义的批判
虽然福利多元主义是在对福利国家的批判之下而做出的福利改进，能够通过多元福利提供主体来暂时缓解福利国家所面临的一系列问题，但在不同层面上，多元福利主义还是有其自身的缺陷。

### 内生问题

#### 无法解决意识形态之间的争端
从意识形态上来说，福利多元主义实际上是自由主义与保守主义两种意识形态的结合。平克认为，福利多元主义是自由主义和保守主义两种相互竞争的意识形态相互妥协做出的选择，自由主义者最终承认了国家干预的优点，并保有一定的社会福利支出水平，而保守主义者继续拥护集体计划，但也为市场留有一定自由发挥作用的空间。因此，福利多元主义是一种“缓兵之计”，而不是真正解决两种意识形态在福利政策上的矛盾冲突的有效手段。

#### 政府更易推脱责任
从政府角色上，福利多元主义之下的政府能够更加容易地逃避责任，将福利责任转嫁给社会与民间组织。正如约翰逊所认为的，福利多元主义具有潜在的危险和不平等。政府之所以对福利多元主义如此偏好，可能隐含着政府期望摆脱自身责任，将本应承担的职责转给非正式的商业或志愿部门。约翰逊担忧，在福利多元主义之下，政府可能由于无法保持原有的福利水平，而将责任推给社会。

#### 不同家庭之间存在差距
从家庭的作用来看，不同的家庭之间存在着不平等。能提供福利最多的家庭恰恰是那些不需要太多福利的人，而对社会福利需求最多的人，其家庭却往往难以提供有效的福利救济，若社会福利依赖于家庭对其成员的救济，则会使得原本不富裕的家庭变得更加困难，福利的需求方也难以通过其自身的力量寻找即时的福利供给方。同时，对于不同社会阶层的个人来说，其通过私人渠道取得的福利存在着巨大的差异。因此，福利多元主义将会促进贫富之间的差距扩大，从而不利于社会秩序的稳定与社会公平。

#### 可能存在“志愿失灵”
从志愿组织与第三部门的作用来看，志愿组织存在着“志愿失灵”的可能性。“志愿失灵”指的是由于志愿组织的志愿性，对人为因素的依赖过高，在有些时候无法提供充分稳定的社会福利。类似的，非营利组织若不依赖政府提供的援助，则也可能面临人员与财务短缺的困境，从而无法提供充足的福利来源。

#### 私人福利提供的有效性
从福利多元主义的参与和分权两个核心观点来说，它们实际上更倾向于社会福利朝私有化的方向发展。但正如吉尔伯特所言，“中央政府和地方政府之间的均衡状态的变迁引发一个令人思考的问题：福利多元主义是否代表着社会保护领域研究的一个新的研究范式。”吉尔伯特认为福利多元主义者应该注意到经济学意义上的市场效率不能完全应用到社会福利领域，因为社会福利领域还包括有公共资金资助的服务。同时，虽然地方政府较中央政府机构更清楚本辖区的社会问题，但是也要认识到地方主义可能具有狭隘性和压制性，地方性小政府容易顾及大多数的利益但也可能忽视其他少数利益。最后，社区基层组织是否比公共官僚机构在输送社会服务上更有效实际上是一个未被证实的经验性问题。

### 外生问题

#### 福利制度转变存在困难
从福利制度的转变上来看，可能存在现实上的困难。在新的理论范式中，政府提供福利的责任被重新划分，其角色从“管理者”转向“服务者”，但具体的国家是否能克服制度惯性和路径依赖，让政府在管理和监督的职责之外，不再更多地介入社会服务。福利提供方的转变过程会涉及到一系列的利益博弈，政府从“全包”到“放手”的过程势必不会是一个轻松的过程，因此福利多元主义实际上更多地建立在一个理想化的假设之下。

#### 劳动力市场的变化
劳动力市场中的变化，导致福利多元主义的政策方案可能会产生不良的社会后果。目前大多数发达国家都有明显的人口老龄化趋势，随着社会抚养比的减少，年轻人口的比例下降，家庭更加难以承担福利提供的作用。在日本，老年人“孤独死”的现象已经受到了社会的广泛关注，而年轻人往往因为生计而无法承担起照顾老人的工作，若政府仅仅依赖于家庭的福利提供，则更有可能出现“失独老人”与“空巢老人”的现象。

#### 无法适应不同国家的国情
根据福利多元主义的定义，其有效前提是建立在拥有良好的公民社会的基础之上的。然而对于缺乏公民社会传统、难以孕育公民社会的国家来说，福利多元主义似乎不能完全地适应。同时，福利多元主义要求一个能与社会有效配合、拥有足够社会公信力的政府。因此可以说，福利多元主义对政府的治理能力，以及公民的素质有着较高的要求，对于发展中国家与不发达国家来说，福利多元主义还是难以有效适用。

## 福利多元主义在中国的适用性

### 存在的问题
对中国来说，福利多元主义的运用同样存在着以上问题。以社会保障为例，虽然中国传统的乡土文化的宗族观能够为家庭的福利供给提供发展基础，但在人口老龄化的今天，政府由“国家帮养老”到“自己来养老”的态度转变似乎有点太过突然。对于独生子女一辈来说，虽然“赡养老人”已经作为一种义务写入法律，但是同时面对四个老人，即使拥有足够的孝心，也是一个过大的责任与负担。而当下中国的第三部门组织与志愿组织的发展较为缓慢，良好的公民社会的建成也无法一蹴而就，即使是带有第三部门性质的群团组织也更多具备的是官方而非民间色彩。而市场上能够提供良好、规范的福利的私人部门则少之又少。

### 发展的可能
作为现代化福利社会的发展方向，福利多元主义在福利提供的有效性上依然超过了原有的福利国家体系，同时，公民参与和分权也能够促进社会自治与团结，在有效提供福利的同时使得政府的角色由“统治”转向“治理”。
当今中国社会的种种特征也使得福利多元主义在未来成为可能。中国的“人情社会”特征使得依靠社会网络获得福利成为一个可能的渠道，但这一渠道需要更加规范化与公平化，防止出现过大的社会分层，阻碍社会阶层的流动。改革开放后，随着市场经济的不断发展与成熟，福利供给也渐渐不再由政府所垄断，然而，由于福利供给的特殊性质，私人福利供给还需要更加规范的法律法规作为其良性运作的保障，如针对学龄前儿童的教育福利供给，需要对幼儿教师与学校资质进行严格的审查与监管，这就需要一个拥有更好的治理能力的政府与专门的部门进行监督把控。因此，福利多元主义依然是未来福利发展的一个指导方向。